# Заболоцкий, Тимофей Яковлевич
Тимофей Яковлевич Заболоцкий (Заболотский; 21 февраля (5 марта) 1886, дер. Верхняя Калиновка, Орловская губерния — 1936, Москва) — военный лётчик Русской императорской армии, Белого движения и Красной армии; участник Первой мировой и Гражданской войн; кавалер ордена Святого Георгия 4-й степени и Георгиевского оружия.

## Биография
Родился 21 февраля 1886 года в деревне Верхняя Калиновка Богословской волости Орловского уезда. Получив домашнее начальное образование и сдав необходимые экзамены, 29 января 1905 года поступил в Казанское пехотное юнкерское училище, из которого 22 февраля 1907 года отчислен «за дурное поведение», с правом на повторное поступление. Направлен в распоряжение штаба Варшавского военного округа и 8 мая 1907 года зачислен в 21-й пехотный Муромский полк рядовым на правах вольноопределяющегося 1-го разряда.
5 июня 1907 года произведён в ефрейторы и направлен для поступления в Тифлисское пехотное юнкерское училище, из которого выпущен 6 августа 1909 года с производством из портупей-юнкеров в подпоручики (со старшинством с 15 июня 1908 года) в 143-й пехотный Дорогобужский полк. Служил в 12-й роте.
29 сентября 1912 года зачислен в Главную гимнастическо-фехтовальную школу, которую окончил 1 сентября 1913 года со званием «инструктор гимнастики и фехтования». 15 декабря 1912 года произведён в поручики (со старшинством с 15 июня 1912 года).
В январе — июне 1914 года прошёл обучение на Теоретических курсах авиации им. В. В. Захарова при Санкт-Петербургском политехническом институте, после чего 5 июня 1914 года направлен в Севастополь в Офицерскую школу авиации Отдела воздушного флота. 24 сентября 1914 года получил звание военного лётчика, а 28 декабря 1914 года (со старшинством с 23 ноября) «за успешное окончание Офицерской школы авиации» награждён орденом Святого Станислава 3-й степени.
24 ноября 1914 года назначен в 5-й Сибирский корпусной авиационный отряд (с 16 марта 1916 года — 3-й Кавказский авиационный отряд), в рядах которого принял участие в Первой мировой войне на кавказском театре военных действий (оставался в списках 143-го пехотного Дорогобужского полка откомандированным). 19 января 1915 года назначен начальником авиационного отделения Михайловской крепости в Батуме (до 20 июня 1915 года).
Высочайшим приказом 6 сентября 1915 года награждён орденом Святого Владимира 4-й степени с мечами и бантом. Осенью 1915 года награждён британским Военным крестом (разрешение на принятие и ношение выдано 8 сентября 1917 года). Приказами Кавказской армии, утверждёнными высочайшим приказом 31 декабря 1915 года, награждён орденом Святой Анны 3-й степени с мечами и бантом и 4-й степени с надписью «За храбрость». Высочайшим приказом 5 марта 1916 года награждён мечами и бантом к имеющемуся ордену Святого Станислава 3-й степени.
Приказом Кавказской армии 24 декабря 1915 года № 258, утверждённым высочайшим приказом 31 мая 1916 года, награждён Георгиевским оружием:
За то, что, состоя в 5-м Сибирском корпусном авиационном отряде, 8-го июня 1915 года произвел воздушную разведку, осветив район Зерзана, Мергерева, Барандуса и южного Тергевера при самых тяжелых местных условиях, не имея возможности подниматься над местностью более 200—300 метров, под действительным огнем противника, причинившего повреждения аппарату, доставив ценные сведения, легшие в основу перегруппировки войск Азербайджанского отряда.
7 марта 1916 года назначен начальником авиационного отделения «для действия против турок на приморском направлении». 1 сентября 1916 года назначен командующим 3-м Кавказским авиационным отрядом, а 21 сентября того же года произведён в штабс-капитаны (со старшинством с 15 июня 1916 года). Приказами Кавказской армии, утверждёнными высочайшими приказами 25 и 28 декабря 1916 года, награждён орденами Святой Анны 2-й степени с мечами и Святого Станислава 2-й степени с мечами.
14 октября 1917 года назначен помощником по строевой части инспектора авиации Кавказского фронта, 21 ноября 1917 года произведён в капитаны.
Приказом Кавказскому фронту 27 марта 1918 года № 61 награждён орденом Святого Георгия 4-й степени:
За то, что, при подготовке и штурме Эрзерума с 10 января по 1 февраля 1916 года, произвел при 30 градусном морозе при особенно трудных условиях ряд смелых воздушных разведок, дал целый ряд фотографических снимков расположения укреплений, батарей, а также передвижения резервов противника, на основании чего были приняты меры, способствовавшие успеху всей Эрзерумской операции. При разведках спускался так низко, что, находясь под действительным огнем противника, получил пробоину осколком снаряда в крыло аппарата.
С 6 марта 1918 года — начальник боевой авиационной группы Кавказского фронта, 11 апреля 1918 года произведён в подполковники. В день занятия Батуми турецкими войсками, 15 апреля 1918 года, вылетел, совместно с поручиком Б. В. Легатом, из Михайловской крепости, «тем самым спас себя и самолёты от турецкого плена». 23 мая 1918 года произведён в полковники.
В июле 1918 года вступил в ряды Добровольческой армии, 1 августа зачислен в списки Астраханского казачьего войска. 3 сентября 1918 года назначен командиром формируемого авиационного дивизиона Астраханского казачьего войска.
26 марта 1919 года переведён в резерв чинов при штабе ВСЮР и уволен в отпуск «по болезни». 5 сентября 1919 года направлен в Северо-Западную армию и 7 ноября назначен в распоряжение инспектора авиации Северо-Западной армии. С 21 ноября 1919 года — командир 2-го авиационного отряда Северо-Западной армии, а с 16 января 1920 года — командир Авиационного дивизиона той же армии.
10 февраля 1920 года уволен от службы в связи с расформированием Северо-Западной армии. Попал в плен к Красной армии.
В 1921 году вступил в ряды РККА, 5 декабря зачислен в списки Авиационного дивизиона специалистов. 17 декабря 1921 года назначен помощником заведующего отделением статистики организации «Промвоздух».
20 октября 1922 года прикомандирован к Главному управлению РККВВФ, а 8 ноября 1922 года зачислен в 4-й разведывательный авиационный отряд в составе Туркестанского фронта РККА. 2 апреля 1923 года уволен в бессрочный отпуск.
15 декабря 1923 года назначен старшим инспектором Инспекции гражданского воздушного флота Управления ВВС РККА. В ноябре 1924 года вновь уволен в бессрочный отпуск.
Умер в 1936 году в Москве, похоронен на Новодевичьем кладбище (место 4-49-5).